# Csáky László (országbíró)
Gróf körösszeghi és adorjáni Csáky László (?, 1602 – ?, 1655) magyar nemes, országbíró, különböző közjogi tisztségek, főméltóságok birtokosa, a nagy hatalmú Csáky család tagja.

## Élete
Apja Csáky István generális (1570–1605), anyja Wesselényi Anna (1584–1649), fivére Csáky István tárnokmester (1603–1662). 1638-ban kolostort alapított a pálosok részére Pápán.
Részt vett a törökellenes harcokban. 1643-tól 1649-ig főajtónállómester, 1645-től 1655-ig Zólyom, 1646-tól 1655-ig Komárom főispánja. Léva, Tata és Pápa örökös kapitánya, királyi tanácsos és kamarás. 1649-ben III. Ferdinánd magyar király országbíróvá nevezte, mely tisztségét haláláig megtartotta.
Léva birtokának szerzője.

### „Csáky szalmája”
A jólelkű főúr a róla szóló történet szerint (Szirmay Antal jegyezte fel) megengedte a jobbágyainak, hogy lévai uradalmának egyik szérűjéből ki-ki tetszés szerint vihessen szalmát és polyvát. A jobbágyok azonban visszaéltek a jóságával, és elhordták az egészet, illetve a tartozásaikat sem fizették be. Baróti Szabó Dávid szerint később Léva vidéke az Esterházy-családhoz került, de a helyi jobbágyok nem szoktak le korábbi szokásaikról. Erre a tiszttartóktól rendre intettek: „Nem Csáky szalmája ez!”. Így alakult ki a kifejezés.
A történetet mások fiához, Csáky László (17. sz.) tatai főkapitányhoz, komáromi főispánhoz kötik az eseményt.

### Fényűzése
Csáky egyébként is híres volt fényűző életéről, dús asztaláról és gazdag vendégségeiről. Egyes források szerint két uradalmát (a lévait és a tatait) ellakmározta. Később ezért állítólag szakácsa, amikor húst vágott, mindig ezt mondta neki: „Lévát, Tatát felvagdaltuk”, ezért közmondássá lett: „Skárlát, gránát, nyuszt, Léva, Tata schust”. Erdélyi János úgy tudta, hogy ez utóbbi mondás egy főpaphoz köthető, amikor az országbíró falvainál jelent meg.

## Családja
Felesége Batthyány Magdolna (? – 1664) volt. Házasságukból 4 gyermek született:
- László, Komárom vármegye főispánja
- Pál, Zólyom vármegye főispánja (? – 1655)
- Borbála (? – 1668)
- Péter, Komárom vármegye főispánja (? – 1671)
- Zsigmond